# William Joseph (ingenjör)
William "Will" Joseph är en brittisk ingenjör som är personlig raceingenjör för den brittiske racerföraren Lando Norris i det brittiska Formel 1-stallet McLaren sedan säsongen 2019.
Han avlade master i ingenjörsvetenskap med inriktning på rymdfart och aerotermisk energi vid universitetet i Cambridge. År 2006 fick han en anställning som designingenjör vid McLaren. Fem år senare fick Joseph nya arbetsuppgifter och denna gång som simulering- och testingenjör. Det varade dock bara sex månader innan han började istället arbeta som prestandaingenjör, senare som personlig prestandaingenjör till F1-förarna Lewis Hamilton, Kevin Magnussen, Sergio Pérez och Fernando Alonso. Inför säsongen 2019 befordrades Joseph till vara raceingenjör för Norris.